# Jaume Ferrer Bassa

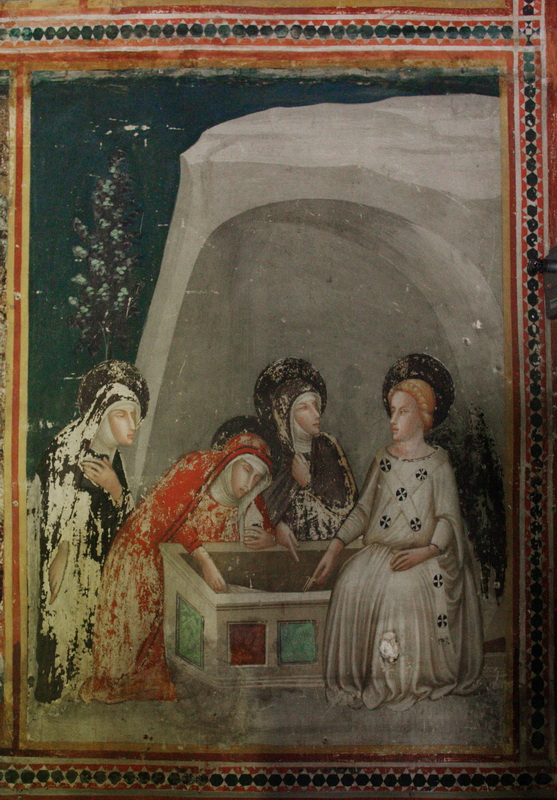
Tres mujeres en la tumba, Klasztor Santa Maria de Pedralbes w Barcelonie

Jaume Ferrer Bassa (ur. ok. 1285 w Barcelonie, zm. 1348 w Kordobie) – malarz i miniaturzysta hiszpański, tworzący pod wpływem włoskich artystów (np. Giotta).
Bassa pracował dla dworu i otoczenia aragońskich królów – Alfonsa IV, a następnie Piotra IV. Jest autorem  wystroju wirydarza klasztoru w dzielnicy Pedralbes w Barcelonie. W jego pracach można zauważyć dostojny wygląd postaci, wpisanych w masywną architekturę zajmującą dalszy plan kompozycyjny, która służyła ujednoliceniu przestrzeni. Odosobnione sekwencje na pierwszym planie są namalowane jaśniejszymi kolorami, co podkreśla je w stosunku do jednolitego tła.